# South Wootton
South Wootton – wieś w Anglii, w hrabstwie Norfolk, w dystrykcie King’s Lynn and West Norfolk. Leży 61 km na zachód od Norwich i 147 km na północ od Londynu. Miejscowość liczy 3717 mieszkańców.